# Vincenzo Acquaviva
Vicenzo Aquaviva (Foggia, Itàlia, 1832 - Nàpols, 1902) fou un pintor italià.
El 1848 entrà en l'Institut de Belles Arts de Nàpols, on estudià art amb un aprofitament tal que assolí el premi de color. Pensionat primerament per la seva ciutat natal i després per la província, pogué continuar llurs estudis amb més tranquil·litat.
El 1856 acabat el termini que l'assignà la pensió, durant l'hivern es trobà amb gran dificultats, tantes què, estan treballant en el seu quadre Iluminato, el model no va voler despullar-se per ser massa fred el taller d'Acquaviva, i no tenint el pintor recursos suficients per emprar-los en calefacció, amb objecte d'animar al model amb el seu exemple, ell, també es despullà, pintant així per espai d'algunes hores, fins que caigué a terra desmaiat, a causa de l'immens fred, sent recollit per la seva mare en aquest estat.
A l'Exposició Nacional de Florència envia una Preghiera que assolí molt d'èxit. També són quadres seus Il carattere delle donne italiane, premiat amb medalla d'or en l'Exposició d'Utrecht (Països Baixos) i un Salvator Rosa.
Des de 1877 es dedicà solament a retrats, havent fet en aquest gènere algunes obres notables, entre d'altres la del comanador Minervini, que cridà molt l'atenció, com també al cardenal La Valleta, el del comte Miquele Pironti, el de la senyora Correnti i alguns d'altres.
Gubernatis en llur Dizionario degli artisti italiani viventi, diu d'Acquaviva que era un pintor meticulós.